# Canandaigua (town, New York)
Ne doit pas être confondu avec Canandaigua.
Canandaigua est une ville du comté d'Ontario, dans l'État de New York, aux États-Unis,. En 2010, elle comptait une population de 10 020 habitants.

## Démographie
Lors du recensement de 2010, la ville comptait une population de 10 020 habitants.